# Laurence Paye-Jeanneney
Laurence Paye-Jeanneney, née le 8 janvier 1944 à Grenoble, est une universitaire française, haut fonctionnaire reconnue pour son expertise dans le développement de la recherche scientifique, expertise qu'elle a exercée dans de nombreux organismes en France et à la Commission européenne[réf. souhaitée]. Elle fut administratrice générale du Conservatoire nationale des arts et métiers de 1998 à 2008.

## Biographie
(juin 2021).

### Famille
Laurence Hélène Marianne Jeanneney naît le 8 janvier 1944 à Grenoble (Isère) du mariage de Jean-Marcel Jeanneney, universitaire et ancien ministre, et de Marie-Laure Monod.
Le 2 août 1963, elle épouse Jean-Claude Paye, diplomate. De ce mariage, naissent quatre enfants.

### Formation
Après des études au lycée de jeunes filles de Grenoble, puis aux lycées Montaigne et Victor-Duruy à Paris, elle poursuit des études supérieures à l’Université Panthéon-Sorbonne et à l’Institut Goethe de Bruxelles. Elle est diplômée de l'École nationale des langues orientales vivantes et titulaire d'un doctorat d'histoire.

### Carrière
De 1965 à 1967, elle est collaboratrice technique à la fondation nationale des sciences politiques (qui gère l'Institut d'études politiques de Paris) puis enseignante au lycée français de Bruxelles de 1969 à 1973, son mari travaillant alors comme directeur de cabinet de Raymond Barre, alors vice-président de la Commission des Communautés européennes. Elle entre au Centre national de la recherche scientifique où elle est chef du bureau de la coopération scientifique avec les pays industrialisés, jusqu'en 1978, puis chargée de mission auprès du directeur général en 1979 et chef du cabinet commun du président et du directeur général jusqu'en 1982.
Elle quitte alors le CNRS pour le  ministère de l’Éducation nationale où — durant deux années — elle est chargée de mission ; en 1984, elle est nommée adjointe au directeur général des enseignements supérieurs et de la recherche. En 1986, elle est de nouveau au CNRS, nommée directrice des affaires régionales et universitaires. En 1989, elle quitte le CNRS pour le secrétariat général de la recherche au sein du groupe Renault jusqu'en 1998. De 1997 à 2002, elle est membre du conseil supérieur de la recherche et de la technologie, présidente de l'association Rencontres de l'OCDE de 1984 à 1996, membre du comité consultatif de la recherche scientifique et technique de 1996 à 2002, membre du comité consultatif du développement technologique de 1998 à 2003, nommée présidente du conseil d'administration du Centre national d'enseignement à distance (CNED) le 13 octobre 1998 ; en 1999, membre du conseil auprès de la Commission européenne pour le cinquième programme-cadre européen de recherche et de développement ; membre de l'assemblée de l'Institut Pasteur depuis 2007 ; membre du conseil d'administration de l'École centrale Paris de 1998 à 2005, de l'École normale supérieure de Cachan de 2000 à 2008, du Centre d'études et de recherches sur les qualifications de 2002 à 2008, co-présidente en 2006 du Haut conseil pour la recherche et la coopération scientifique et technologique franco-israélien ; chargée de mission de 2009 à 2012 auprès du président de la fondation Sophia-Antipolis pour le Réseau innovation Euromed ; expert de l'Union européenne pour l'innovation dans les services (2010-2012),,.

## Promotion du développement de la recherche scientifique
Le 2 septembre 1998, Laurence Paye-Jeanneney est nommée professeur titulaire de la chaire « Recherche technologique et compétitivité économique » du Conservatoire national des arts et métiers, jusqu'à son départ de cet établissement en 2013. Elle occupe les fonctions d'administratrice générale du Cnam de 1998 à 2008 et siège donc au conseil d'administration de celui-ci. Elle contribue notamment au développement de l’enseignement à distance au Cnam dans l’optique de diversifier l’offre de formation et d’élargir les publics. Elle a notamment signé des conventions de coopérations entre le Cnam et le CNED.
Elle est élue en 2012 présidente de l'Association française pour l'avancement des sciences.
Laurence Paye-Jeanneney s'efforce de promouvoir le développement de la recherche scientifique et en tout premier lieu, l'incitation faite aux jeunes de poursuivre des études scientifiques.

## Publications
En 1988, elle publie l'ouvrage Le Chantier universitaire : bâtir l'avenir, en collaboration avec Jean-Jacques Payan (d)

## Distinctions
Nommée au grade de chevalier dans l'ordre national du Mérite le 30 avril 1990, elle en est promue au grade d'officier le 15 novembre 1999 au titre de « administratrice générale du Conservatoire national des arts et métiers ».
Nommée au grade de chevalier dans l'ordre national de la Légion d'honneur le 31 mars 1994, elle en est promue au grade d'officier le 11 juillet 2003 au titre de « administratrice générale du Conservatoire national des arts et métiers ».
Elle est chevalier de l'ordre des Palmes académiques.